# بوتیمار زرد
بوتیمار زرد (نام علمی: Ixobrychus sinensis) نام یک گونه از سرده غمخورک‌ها است.

## نگارخانه

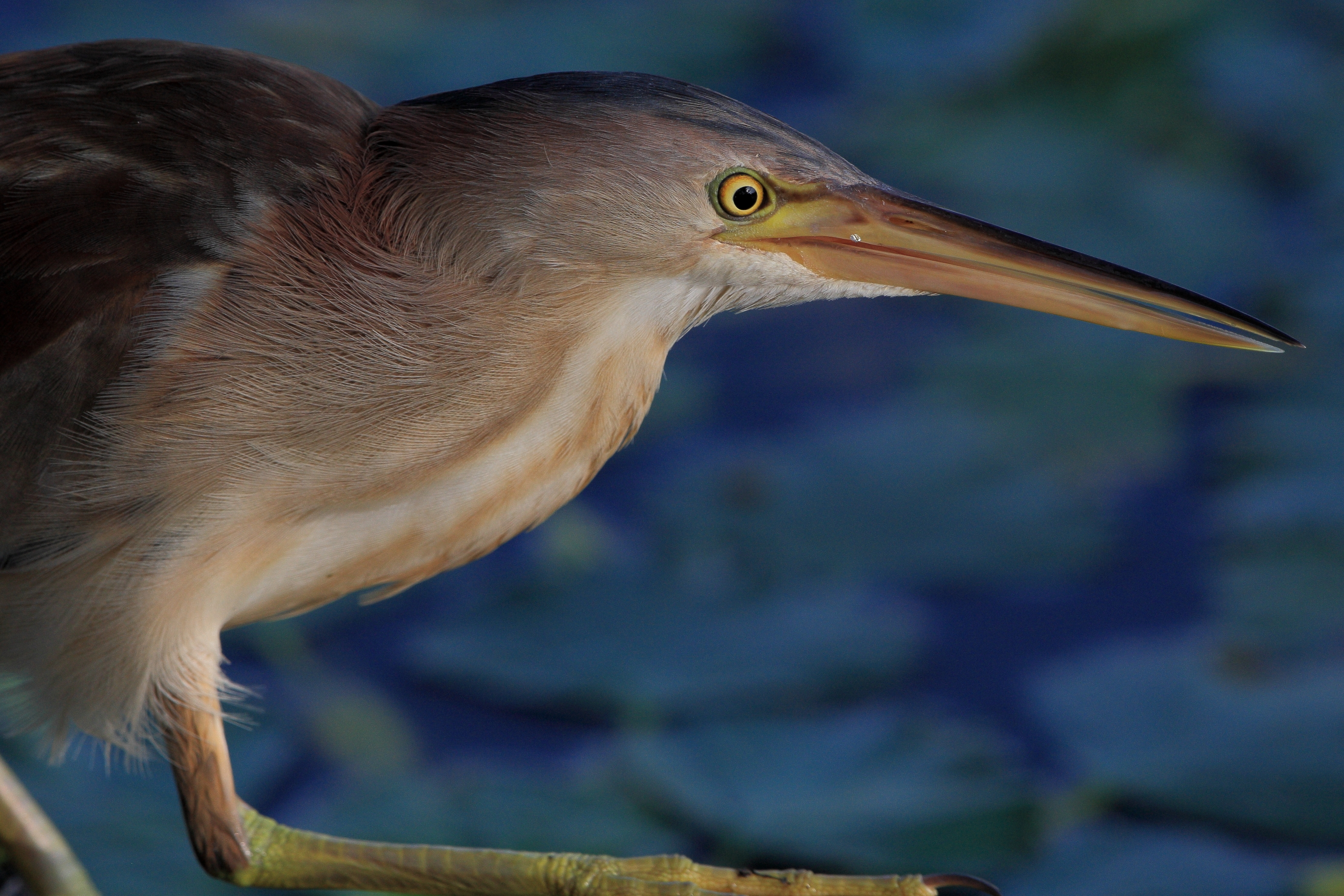
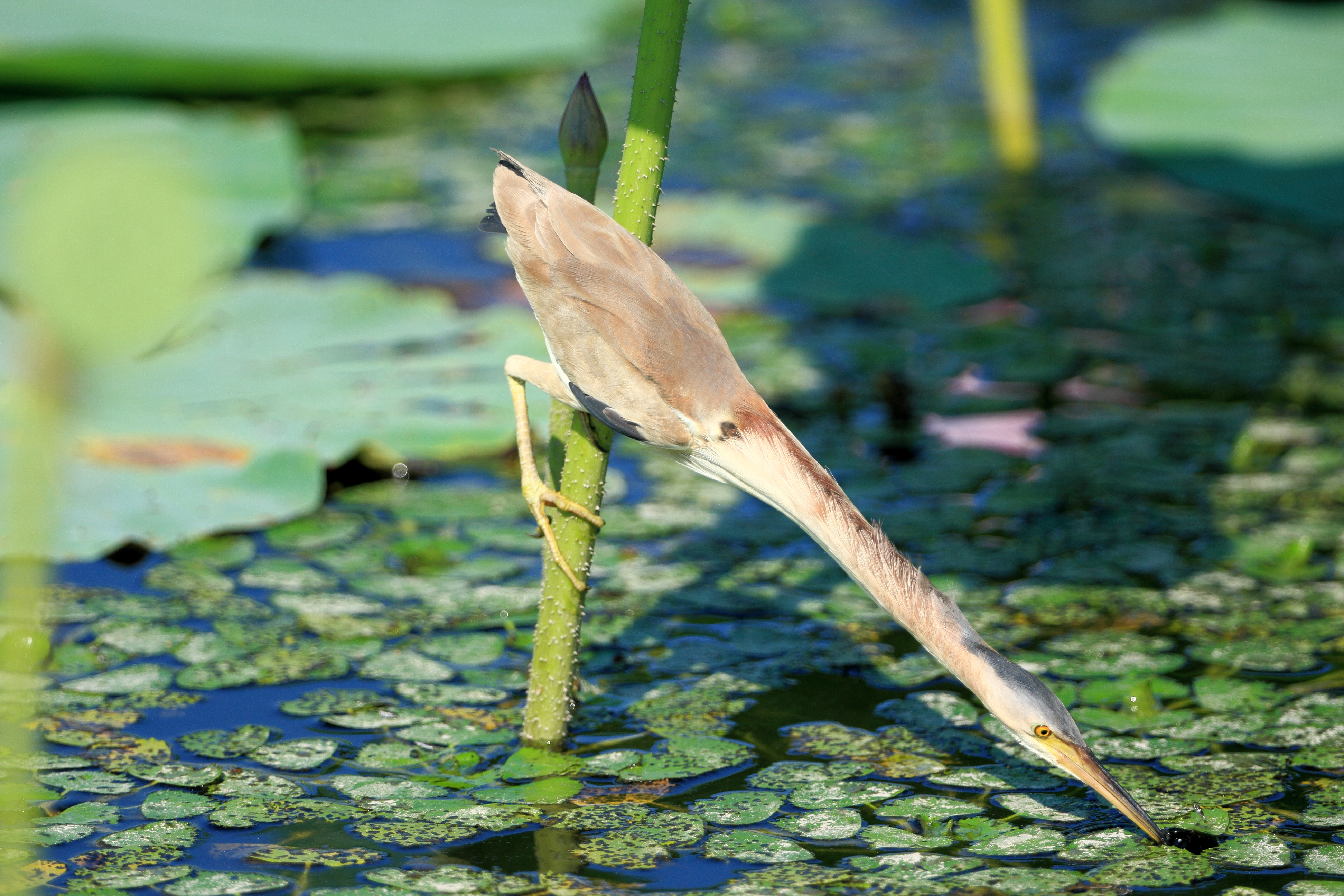
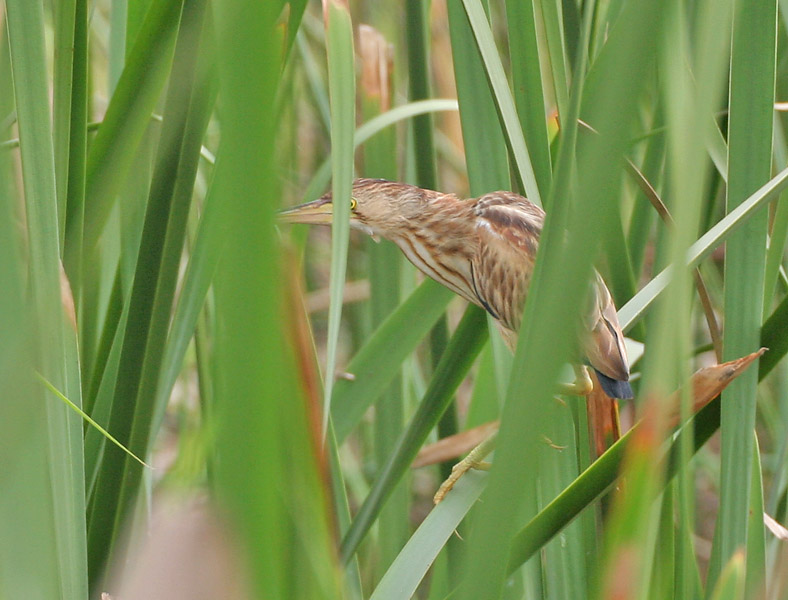
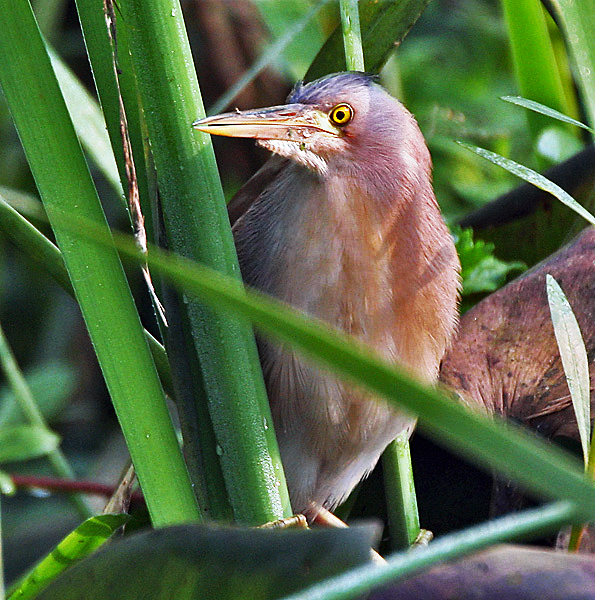
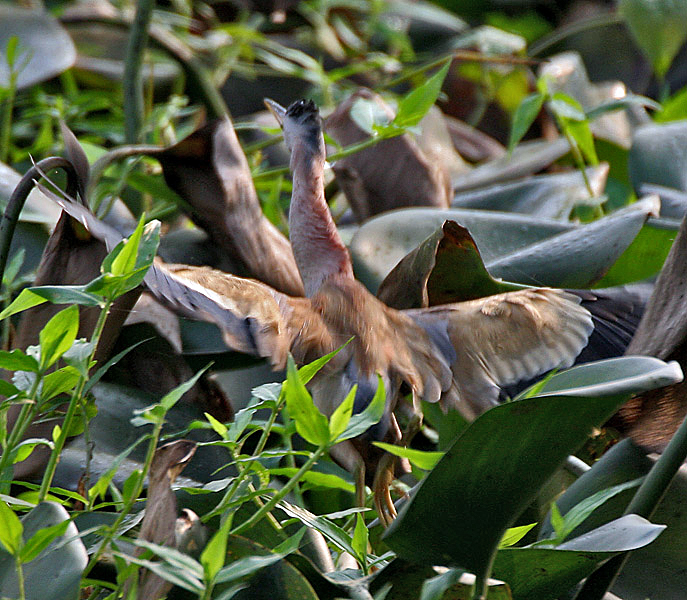
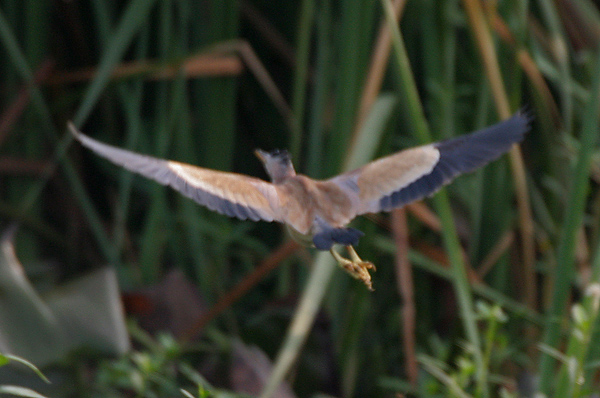
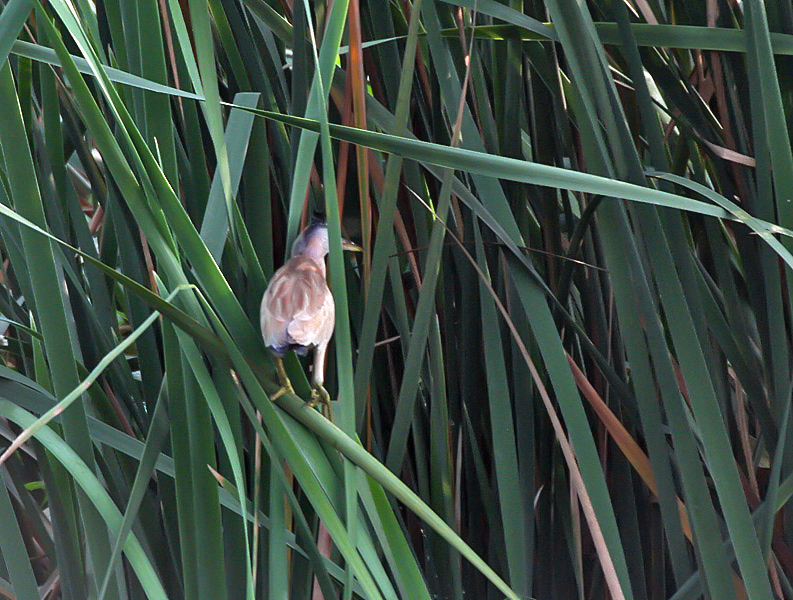
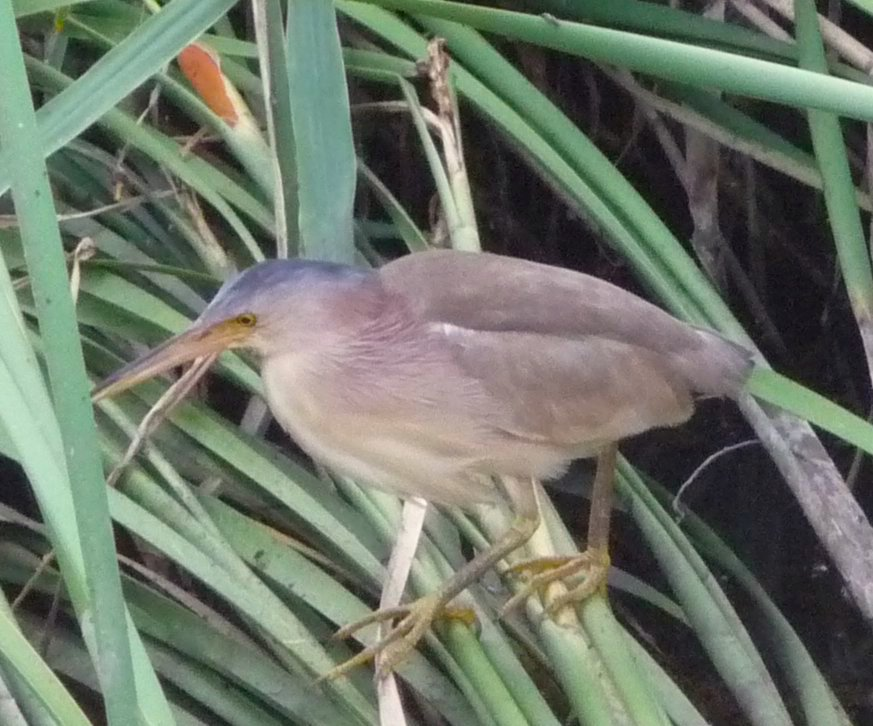
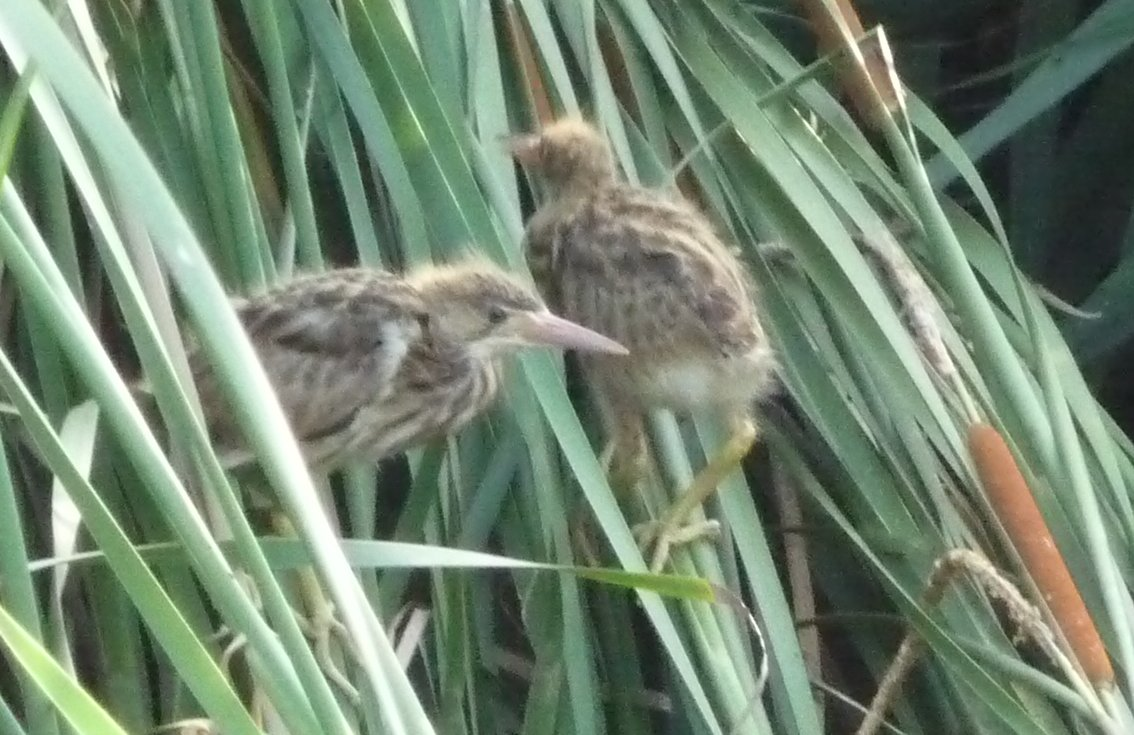
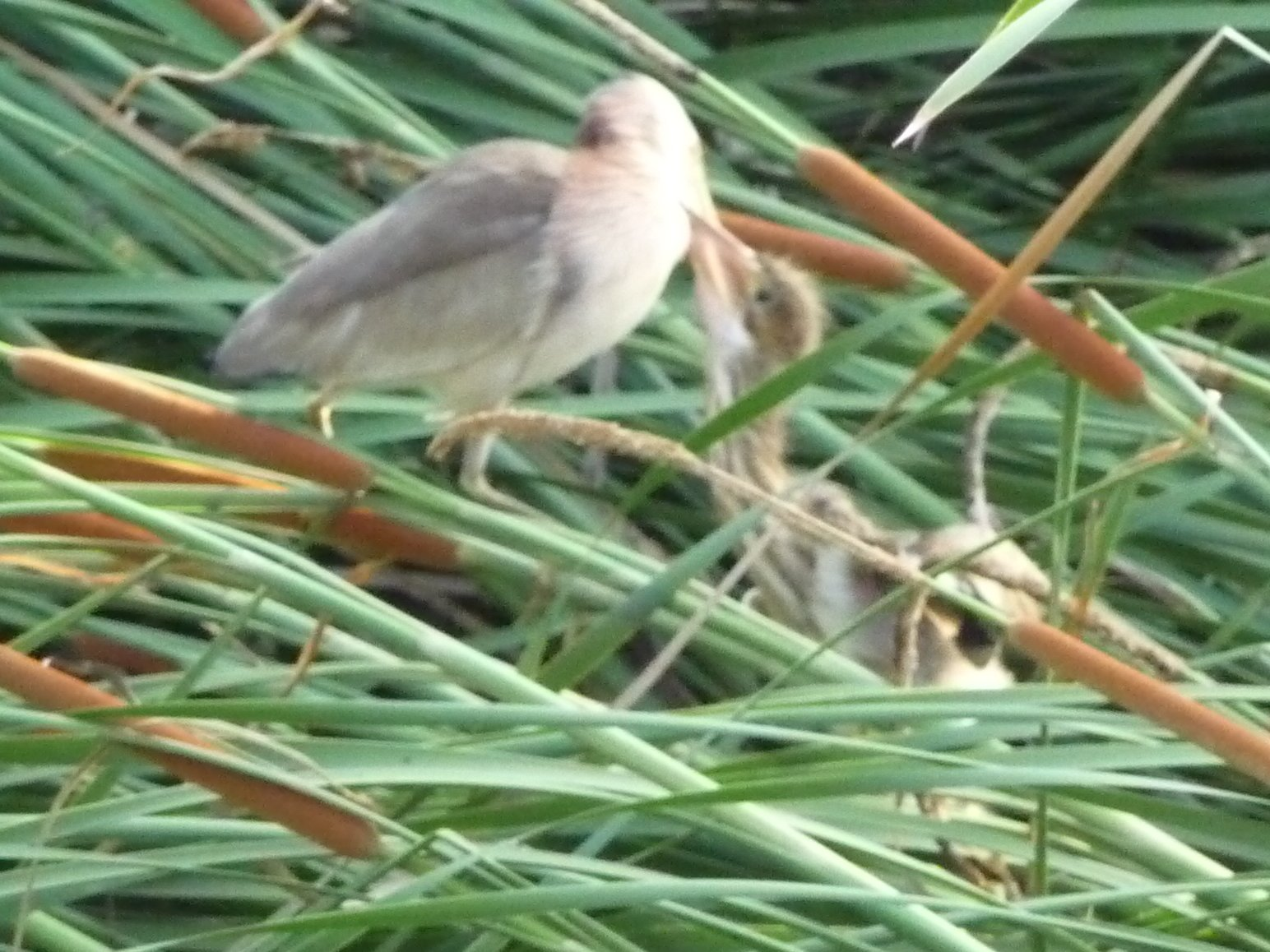